# 王义夫
王义夫（1960年12月4日—），辽宁辽阳人，中国男子射击运动员，1992年西班牙巴塞罗那第二十五届奥运会、2004年希腊雅典第二十八届奥运会分别获得男子气手枪冠军，被誉为「六朝元老」、「中国射击教父」。曾任中国国家射击队副领队、总教练兼运动员。

## 职业生涯
王义夫於1977年入辽宁业余体校练习射击，1978年入选辽宁省射击队，1979年入选中国国家射击队，1994年调入中国国家体委射击射箭运动管理中心，2000年12月进入清华大学经济管理学院学习。从1984年开始到2004年连续6次参加奥运会。
1984年洛杉矶奥运会上，首次参加奥运会的王义夫在50米手枪慢射项目上夺得铜牌，他的队友许海峰夺得该项目的金牌，这块金牌也是中国历史上首枚奥运金牌。
1992年，王义夫終於吐氣揚眉，在男子10米氣手槍奪得人生中的第一枚奥运金牌。
1996年，第四次出征奥运的王义夫在10米气手枪的预赛中领先意大利射手罗伯托·迪唐纳2环，随后在决赛中一路领先，直到最后一枪，身体欠佳的王义夫在打出非常糟糕的6.5环后因体力不支并昏倒，最终以0.1环的劣势惜败。
2000年，王义夫和法国射手弗兰克·迪穆兰同以590环平奥运纪录的成绩晋级决赛，最终王义夫以两环之差屈居亚军。
在2004年雅典奥运会上，王义夫再次在奥运预赛中打出590环的成绩，但是俄罗斯射手米哈伊尔·内斯特鲁耶夫以591环名列第一，在决赛中王义夫逐步缩小了与内斯特鲁耶夫的差距，最终以0.2环的优势夺得了第二枚奥运金牌。
2005年，王义夫退役。退役后，他曾担任中国国家射击队总教练兼手枪队教练，还曾当选国际射联副主席。2017年，中国奥委会正式组建专家委员会，王义夫（以及黄玉斌、李永波、冯树勇等）入选为中国奥委会专家委员。2021年3月12日，国家体育总局公布的干部调整信息显示（2020年12月22日的干部调整信息），中国奥委会专家委员会委员王义夫到龄退休。

## 婚姻
1988年漢城奥运会后，王义夫和張秋萍共諧連理，並育有女兒王威暘。